# Commissione Rey
La Commissione Rey è stata una Commissione europea in carica dal 6 luglio 1967 al 30 giugno 1970. 
La commissione Rey è stata la prima commissione delle Comunità Europee in seguito al Trattato di fusione.

## Presidente
- Jean Rey ( Belgio) — PLP (liberale)

## Composizione politica
- Sinistra / Socialisti: 4 membri
- Democratici Cristiani: 5 membri
- Liberali: 4 membri
- Indipendenti: 1 membro

## Componenti della Commissione
Legenda:   [     ] Sinistra/Socialisti [     ] Democratici Cristiani [     ] Liberali
| Commissario              | Nazionalità    | Incarico       | Competenze                                       | Gruppo europeo         | Partito nazionale |
| ------------------------ | -------------- | -------------- | ------------------------------------------------ | ---------------------- | ----------------- |
| Jean Rey                 | Belgio         | Presidente     |                                                  | Liberali e Apparentati | PLP               |
| Sicco Mansholt           | Paesi Bassi    | Vicepresidente | Agricoltura                                      | Socialisti             | PvdA              |
| Raymond Barre            | Francia        | Vicepresidente | Affari Economici e Finanziari                    | Liberali e Apparentati | indipendente      |
| Fritz Hellwig            | Germania Ovest | Vicepresidente | Ricerca                                          | Democratici Cristiani  | CDU               |
| Lionello Levi Sandri     | Italia         | Vicepresidente | Affari Sociali, Amministrazione e Personale      | Socialisti             | PSI               |
| Wilhelm Haferkamp        | Germania Ovest | Commissario    | Energia                                          | Socialisti             | SPD               |
| Albert Coppé             | Belgio         | Commissario    | Bilancio, Credito e Investimenti e Comunicazione | Democratici Cristiani  | CVP               |
| Hans von der Groeben     | Germania Ovest | Commissario    | Mercato Interno e Politiche Regionali            | Democratici Cristiani  | CDU               |
| Maan Sassen              | Paesi Bassi    | Commissario    | Concorrenza                                      | Democratici Cristiani  | KVP               |
| Henri Rochereau          | Francia        | Commissario    | Cooperazione allo Sviluppo                       | Liberali e Apparentati | CNIP              |
| Guido Colonna di Paliano | Italia         | Commissario    | Affari Industriali                               | indipendente           | indipendente      |
| Jean-François Deniau     | Francia        | Commissario    | Commercio e Controllo Finanziario                | Liberali e Apparentati | RI                |
| Victor Bodson            | Lussemburgo    | Commissario    | Trasporti                                        | Socialisti             | LSAP              |
| Edoardo Martino          | Italia         | Commissario    | Relazioni esterne                                | Democratici Cristiani  | DC                |